# 술탄 압둘 아지즈 샤 공항
술탄 압둘 아지즈 샤 공항(영어: Sultan Abdul Aziz Shah Airport)은 말레이시아 슬랑오르주 수방에 있는 공항으로 쿠알라룸푸르 국제공항 개항 전에는 수방 국제공항(영어: Subang International Airport)이라는 명칭으로 사용되었다.

## 역사
1965년 8월 30일에 개항한 이 공항은 당시 동남아시아에서 가장 긴 활주로를 가진 말레이시아의 관문으로 하는 공항으로 역할을 했다. 1990년대까지 3개의 터미널을 보유하고 있었다. 당시 국제선의 경우 1 터미널을 사용했으며 2 터미널의 경우 싱가포르와 셔틀 항공편을 사용했으며 3 터미널의 경우 말레이시아를 오가는 국내선을 사용했다. 터미널 2는 싱가포르와 셔틀 항공편 터미널 3 국내선 및 각 공용되고 있었다. 1998년 6월 30일에 새로운 쿠알라룸푸르 국제공항이 스팡에 개항하면서 현재는 국내선만 취항하고 있다. 그 밖에도 정부 전용기, 말레이시아 공군 전세기 일부 화물편을 운항하고 있다. 현재 터미널 1은 철거되었고 터미널 2는 공항 회사가 되었고 국내선의 경우 3 터미널에서 취항하고 있다.

## 운항 노선

### 국제선
| 항공사        | 목적지           |
| ------------- | ---------------- |
| 파이어 플라이 | 사무이, 싱가포르 |

### 국내선
| 항공사        | 목적지                                                                                       |
| ------------- | -------------------------------------------------------------------------------------------- |
| 버르자야 항공 | 후아힌, 랑카위, 팡코르, 페낭, 레당, 티오만                                                   |
| 파이어 플라이 | 알로세타르, 바탐, 조호르바루, 케르테, 코타바루, 쿠알라테렝가누, 랑카위, 메단, 페칸바루, 페낭 |
| 말린도 항공   | 알로세타르 조호르바루, 코타바루, 쿠알라테렝가누, 랑카위, 페칸바루, 페낭                      |